# Возрождённый
Возрождённый — посёлок в Аксайском районе Ростовской области. Входит в состав Щепкинского сельского поселения.

## География
Расположен в 30 км (по дорогам) севернее районного центра — города Аксая.
Рядом с посёлком проходят границы с Мясниковским и Родионово-Несветайским районами области

### Улицы
- ул. Крайняя,
- ул. Мира,
- ул. Молодёжная,
- ул. Степная,
- ул. Строителей,
- ул. Тенистая,
- ул. Центральная,
- ул. Школьная.

## История
В 1987 г. указом ПВС РСФСР поселку подсобного хозяйства Каменнобродского ДорУРСа присвоено наименование Возрождённый.

## Население
| 1989 | 2002 | 2010 |
| ---- | ---- | ---- |
| 281  | ↗372 | ↗379 |

## Достопримечательности
- Памятник солдату[4]. Памятник установлен на трехступенчатом постаменте, покрашен серебряной краской. На плите памятника написано, что он сооружен в честь воинов, погибших при освобождении поселка Возрожденный. Среди них: Я. Титов, М. Мамедов, Е. Русский, И. Савенко и др.